# Gitti Pirner
Gitti Pirner (* 26. Juni 1943 in Immenstadt im Allgäu) ist eine deutsche Pianistin und emeritierte Hochschullehrerin der Hochschule für Musik und Theater München (HMT).

## Biografie
Pirner wuchs in Sonthofen auf. Das Klavierspiel erlernte sie ab dem frühen Kindesalter, gab mit sieben ihren ersten Klavierabend und mit acht Jahren ihr erstes Klavierkonzert von Mozart. Im Alter von zwölf Jahren spielte sie im Rahmen eines Solokonzerts Mozarts 23. Klavierkonzert in A-Dur, KV 488 und erntete ein positives Presseecho der Westdeutschen Allgemeinen Zeitung.
Erik Then-Bergh entdeckte das junge Talent und erteilte ihr fortan Unterricht in München. Es folgte ein Studium in Rom bei Guido Agosti, zum Teil auch in Kursen bei Wilhelm Kempff, und letztendlich in Genf bei Louis Hiltbrand. In Genf gewann sie beim Internationalen Musikwettbewerb den ersten ungeteilten Preis, nach ihrer Rückkehr nach München den Interpretationspreis.
Pirner unterrichtete bis Mitte 2013 30 Jahre lang an der HMT in München eine Meisterklasse und hält eine Gastprofessur an der Zürcher Hochschule der Künste. Zudem leitete sie Kurse in Tokio und Shanghai und war Jurorin in  internationalen Wettbewerben.

## Auszeichnungen
2004 erhielt Pirner das Bundesverdienstkreuz am Bande. Sie lebt seit dem 21. Mai 1991 in Tutzing und erhielt dort am 28. April 2010 die Ehrenbürgerwürde.